# Lycianthes barbatula
Lycianthes barbatula är en potatisväxtart som beskrevs av Standley och Steyerm. Lycianthes barbatula ingår i Himmelsögonsläktet som ingår i familjen potatisväxter. Inga underarter finns listade i Catalogue of Life.